# The Beyoncé Experience World Tour
The Beyoncé Experience World Tour fue la segunda gira de conciertos en solitario de la cantante estadounidense Beyoncé. Ella se embarcó en la gira en apoyo de su segundo álbum de estudio, B'Day (2006). The Beyoncé Experience consistió en noventa y siete conciertos en el 2007 durante cinco etapas en Asia, Australia, Norteamérica, Europa y África. Las entradas del club de fanes y paquetes VIP estaban a la venta a principios de abril. La gira comenzó en abril de 2007 y terminó en noviembre del mismo año. Beyoncé colaboró con Second Harvest en una campaña para brindarles alimentos a aquellas personas que sufren de hambre antes de los conciertos en cada parada durante el recorrido de The Beyoncé Experience World Tour.
Los ensayos de la gira iniciaron en marzo de 2007 y las actuaciones se destacaron por la música interpretada por una banda de mujeres llamada Suga Mama elegida por Beyoncé y su padre Mathew Knowles durante las audiciones llevadas a cabo antes del lanzamiento de B'Day. El repertorio incluía canciones de B'Day, Dangerously in Love, diez versiones cortadas de las canciones de Destiny's Child, así como «Listen», originalmente grabada por Beyoncé para la banda sonora de Dreamgirls (2006). Diez instrumentistas, tres vocalistas en armonía y diez bailarines respaldaron a la cantante en el escenario que también tenían bolas de discoteca colgadas del techo y escaleras que cambiaban de colores. Para el vestuario de la gira, Beyoncé colaboró con varios diseñadores y contenía vestidos plateados y brillantes que recibieron elogios de la crítica.
The Beyoncé Experience recibió reseñas positivas de los críticos de música que elogiaron las habilidades vocales de Beyoncé, las coreografías y la energía en el escenario durante los espectáculos realizados de forma simultánea. Las actuaciones de las canciones de tempo lento y el material de Destiny's Child durante los conciertos fueron los puntos destacados de acuerdo con la crítica. Veintinueve espectáculos fueron incluidos en boxscore  de Billboard y se recaudaron $24,9 millones, con 272 521 espectadores que asistieron a esas actuaciones. La gira recaudó 90 millones de dólares en 96 conciertos en total. A lo largo de la gira de varios incidentes ocurrieron; la pirotecnia del escenario hirió a dos personas en la audiencia, Beyoncé se cayó por las escaleras durante una representación de «Ring the Alarm» y, además, tuvo una falla de vestuario. Un espectáculo en Kuala Lumpur, Malasia, el 1 de noviembre de 2007, se reubicó en Yakarta, Indonesia, debido a las estrictas normas de Malasia por la ropa usada por las artistas femeninas. El concierto en el Staples Center de Los Ángeles, California el 2 de septiembre de 2007 se grabó y se lanzó el 20 de noviembre de 2007 en un conjunto de DVD y CD en vivo titulado The Beyoncé Experience Live.

## Antecedentes

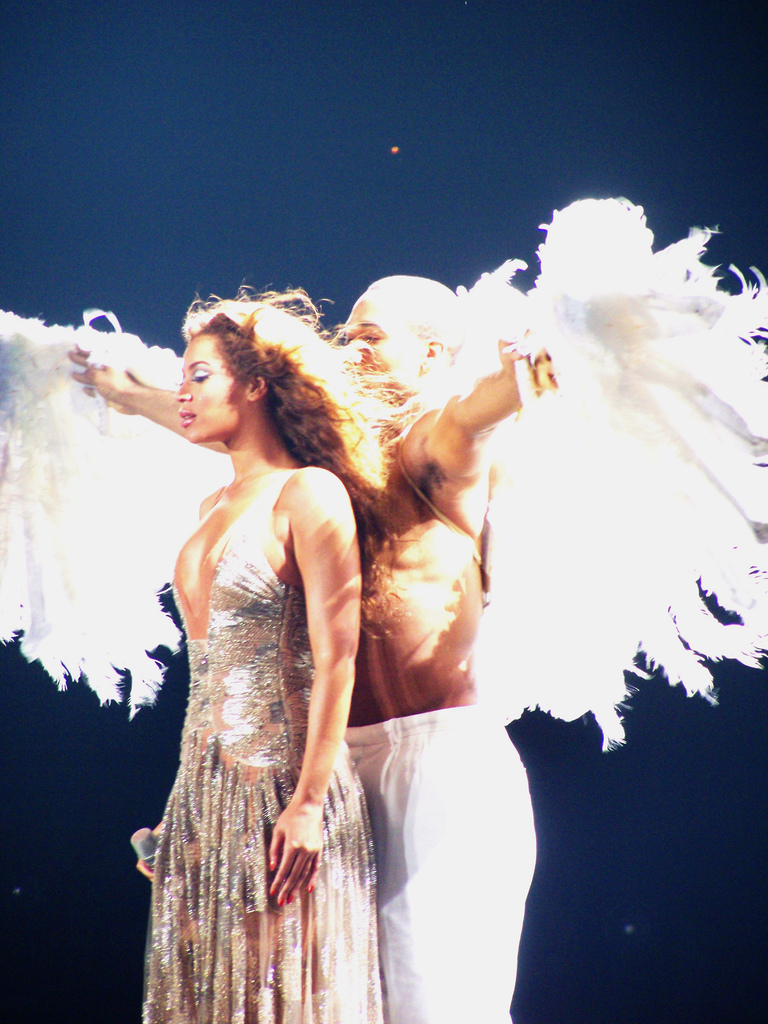
Beyoncé interpretando «Flaws and All» en Barcelona. Durante la actuación ella fue abrazada por un bailarín vestido como un ángel.

Antes del comienzo de The Beyoncé Experience en apoyo de su segundo álbum de estudio en solitario, B'Day (2006), Beyoncé se presentó en el Houston Livestock Show and Rodeo de 2007 con Slim Thug como invitado especial durante la interpretación de «Check on It», el cual presentó al espectáculo como un «adelanto» de lo que sería su gira. Las entradas para el club de fanes y los paquetes VIP para la gira en Norteamérica estuvieron en preventa a principios de abril de 2007 en el sitio web WeLoveBeyonce.com y los boletos salieron a la venta oficialmente el 20 de abril de 2007. La primera etapa de la gira comenzó el 10 de abril en el Domo de Tokio en Tokio, Japón, y terminó cuatro días después en el Aichi Prefectural Gymnasium de Nagoya. La segunda manga empezó el 21 de abril en Sídney, Australia y finalizó cinco días después en la misma ciudad. Beyoncé continuó la tercera etapa en Europa comenzando en Frankfurt, Alemania, el 30 de abril y recorrió varios países como España, Suecia, Reino Unido y Portugal, para luego terminar en el Point Theatre de Dublín, Irlanda el 10 de julio. La manga de norteamericana comenzó el 6 de julio en el Louisiana Superdome de Nueva Orleans, en el marco del Festival de Música Essence de Nueva Orleans de 2007, donde Beyoncé encabezó. También hizo paradas en la ciudad de Monterrey, México y terminó en Winnipeg, Canadá. Luego Beyoncé se embarcó en la etapa final de la gira en el este de Asia donde finalizó en el Estadio Zhongshan de Taipéi, República de China el 12 de noviembre de 2007. The Beyoncé Experience finalmente visitó noventa y siete sedes en total.
Beyoncé se unió a Second Harvest y al pastor Rudy Rasmus de la Iglesia Metodista Unida de San Juan para una campaña de donación de alimentos antes de los conciertos que era parte de The Beyoncé Experience en diferentes paradas. La comida se entregó a las personas que sufrían por la hambruna. La organización de Beyoncé llamada La Fundación Sobrevivientes también participó en la campaña. Los primeros 1000 fanáticos que entregaban un mínimo de tres alimentos no perecederos recibían una foto autografiada de la cantante y un boleto para el sorteo de tener la oportunidad de adquirir un asiento mejorado. Para la colecta de alimentos en Etiopía, India y Turquía, Houston Chronicle colaboró con Beyoncé creando una unidad virtual de ayuda y pidiendo a la gente a envíarles dinero. Los fondos fueron donados a la Red Global de Bancos de Alimentos.

## Desarrollo
Antes del lanzamiento de B'Day en 2006, Beyoncé realizó una audición en Estados Unidos en Sony Music Studios para músicas femeninas, donde ella y su padre y en ese entonces representante, Mathew Knowles, fueron algunos de los jueces. Las audiciones buscaban tecladistas, bajistas, guitarristas, trompetistas, percusionistas y bateristas con paradas en Nueva Jersey, Atlanta, Burbank, Chicago y Houston. Se les pidió re-crear la representación de «Work It Out» del álbum en directo Live at Wembley (2004) y ser capaz de realizar al menos un solo de un minuto. Beyoncé declaró que su objetivo era encontrar a un grupo de mujeres «feroces, talentosas, hambrientas, [y] hermosas» y formar un grupo femenino. Hablando acerca de su gira y la decisión de formar una banda, Beyoncé dijo: «Estoy toda sobre el empoderamiento femenino. Soy toda acerca de empujar el sobre. Sé que es mi responsabilidad de hacer algo diferente. Yo dije: "Yo quiero una banda, quiero algo diferente"». Ella describe con más detalle el proceso de elección de las concursantes durante una entrevista, diciendo: «Yo tenía audiciones en todo el mundo, las personas viajaron desde Atlanta, Houston, Israel, todo el mundo. Fue extremadamente difícil [elegir a los ganadores]. [Hay] muchas mujeres talentosas. Quería sólo una banda de nueve músicas, pero las chicas eran tan increíble, no podía decidir. Creo que voy a terminar teniendo 12 personas, así que tengo dos [personas interpretando] ciertos instrumentos, debido a que [algunos de las contendientes] eran simplemente geniales. Es una cosa que se llama calidad de estrella, es una cosa que tú no puedes poner sobre su dedo, no se puede describir. Cuando estaban tocando, les dije: "Quiero verlas a todas ustedes batallando". Yo traje dos de cada instrumento y así es como he elegido. Verás la que realmente quiere. Fue muy entretenido, la energía, viendo la batalla de chicas... Dios, era el mejor. Fue mágico». Entre los segmentos del espectáculo, Suga Mama realizaba interludios instrumentales periódicos, con cada miembro que daba un solo mientras Beyoncé cambiaba su vestuario, esto sucedía siete veces. Describiéndolas como «fantásticas», Eamon Sweeney del Irish Independent señaló que «la música intervalo funciona perfectamente... pero dos solos de batería insoportables son absolutamente innecesarios».
Los ensayos para la gira iniciaron en marzo de 2007. La lista de temas de los conciertos incluía canciones de la edición estándar y de lujo de B'Day, así como canciones de Dangerously in Love (2003). Se realizaron diez versiones cortas de las canciones de Destiny's Child, así como «Listen», un tema realizado por Beyoncé para la banda sonora de la película de 2006 Dreamgirls, en la que Beyoncé había protagonizado. Veintitrés personas estuvieron presentes en el escenario con Beyoncé: diez instrumentistas, tres vocalistas en armonía y diez bailarines, de los cuales cuatro eran hombres. Anthony Venutolo de The Star-Ledger señaló que la inclusión de las personas de sexo femenino en el escenario era «una forma simple y eficaz» para subrayar el tema del empoderamiento femenino exhibido durante los conciertos. Tanto Venutolo como Jon Pareles de The New York Times estuvieron de acuerdo en que los espectáculos se usaban a los hombres solo como bailarines para el público femenino. La concepción y la puesta en escena para el concierto hecho por Beyoncé, Kim Burse Jr. y Frank Gatson Gatson, Jonte Moaning, Ramone, Anthony Burrell y Danielle Polanco coreografiaron las rutinas de baile. Alan Floyd manejó los asuntos de la gira y Samsung y L'Oréal Paris la patrocinaron. Setenta y cinco miembros del personal y sesenta toneladas de equipo del escenario, la mayoría de los cuales eran de iluminación, estuvieron presentes en la gira. Treinta y ocho canales inalámbricos de Sennheiser se utilizaron para los espectáculos en un rango de frecuencia diferente, también otros 38 canales inalámbricos de respaldo. El equipo de ingeniería estaba compuesto por James Berry, que manejó monitores para la banda, Ramón Morales a Beyoncé y Horace Ward en mando de todo. Dieciséis de los canales inalámbricos se dedicaron a los sistemas de monitoreo personal: 11 en estéreo y cinco en mono. Beyoncé y el resto de los miembros de la banda tenían un receptor de comprobación EK 300 IEM G2 de Sennheiser. Once de los canales proporcionan compatibilidad con instrumentos inalámbricos para guitarra, bajo y trompas, utilizando los transmisores de bolsillo SK 500 G2 de Sennheiser. Los canales restantes cubrieron el micrófono vocal de Beyoncé y los de sus coristas y vocalistas invitados. Los receptores diversales EM 3032-U y EM 550 G2 de Sennheiser con antenas A de 5000-CP y combinadores CA 3000 completan el sistema. Beyoncé cantó a través de un níquel SKM 5200 equipado con un transmisor Neumann KK 105-S. Ward comentó que el KK 105-S fue un «micrófono absolutamente impresionante... es maravillosamente suave y capta todos los matices de la actuación de una talentosa vocalista». Él especificó los micrófonos SKM 935 G2 de Sennheiser para las voces de respaldo y de los vocalistas invitados porque sonaban «excelente incluso en condiciones menos que ideales».

## Vestuario

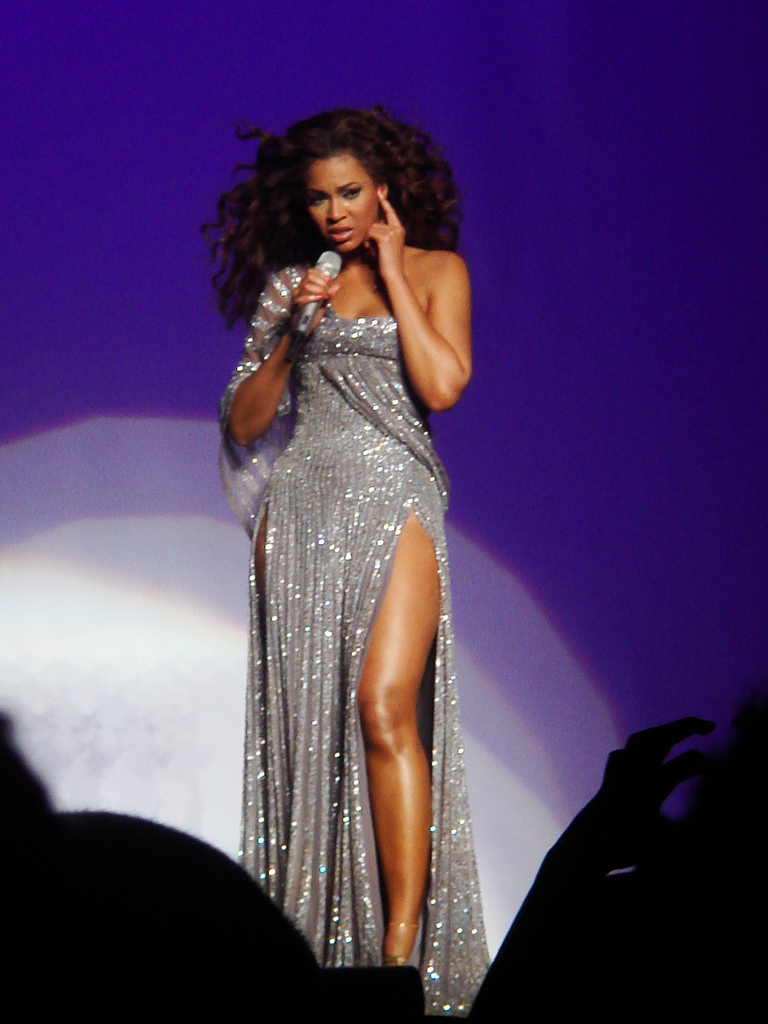
Beyoncé interpretando durante la gira en donde utilizó vestidos brillantes y plateados. El vestuario de la gira recibió buena acogida de la crítica, muchos de los cuales elogiaron su aspecto general.

Tina Knowles, madre de Beyoncé y diseñadora, House of Deréon, Armani, Versace, Elie Saab y Herve Leger sirvieron como los diseñadores de los trajes durante The Beyoncé Experience. Jon Pareles de The New York Times describió la ropa como principalmente plateada, que van desde minifaldas hasta vestidos formales, bodysuit de color carne hasta bikinis y negligé. Pareles además señaló que «el vestuario atrae a los hombres, pero es también un medio de autoafirmación». J. Freedom du Lac de The Washington Post describió el vestuario durante el espectáculo como «de lentejuelas». Lee Hildebrand del San Francisco Chronicle alabó el vestuario diciendo que «cada uno [es] fabulosamente atractivo, la mayoría de ellos adaptado para resaltar el amplio escote de la cantante y un par de piernas para competir con Tina Turner. En un momento dado, cuando se ocultaban las piernas por una túnica escarlata larga, el viento soplaba desde abajo para exponerlas». Sarah Rodman de The Boston Globe alabó el vestido hasta los pies. Lisnaree Vichitsorasatra de The Nation elogió el aspecto de Beyoncé, diciendo que ella era como una «diosa resplandeciente en un traje revelador». Asimismo, Frank Scheck de The Hollywood Reporter declaró algo similar: «decir que Beyoncé se ve fabulosa es probablemente redundante. Su desfile de moda de forma guarnición, trajes llamativos - sobre todo de una bailarina del vientre [...] en donde demostró algo de movimientos temblantes de cadera que indicaban a Shakira». John Aizlewood del Daily Mail describió el vestuario como «majestuoso». Gordon Smart del periódico The Sun elogió a los «trajes atractivos» como los vestidos plateados usados por la cantante y ha añadido que «su público ciertamente no han tenido un acuerdo vago». Ann Powers de Los Angeles Times comentó que «los trajes camuflaje de sus bailarines a veces llevaban... nos hacía sentir como para un espectáculo que a veces parecía como una operación militar, expertamente ejecutada». Eamon Sweeney del Irish Independent señaló que Beyoncé parecía «absolutamente impresionante», y añadió: «Tengo que confesar que la vista de Beyoncé arrancando un vestido de cóctel corto para revelar un traje allí apenas perdurará en mi memoria en los años venideros». Un escritor de The StarPhoenix escribió que la cantante se parecía a una «sirena vestida de plata» aún más diciendo que «era casi surrealista ver a la mujer que frecuenta las portadas de las revistas de moda en la misma habitación». Tonya Turner de The Courier-Mail elogió a Beyoncé por mirar «cada parte del sueño de chica en un vestido chispeante largo de plata».

## Sinopsis del concierto
El espectáculo incluyó muchas referencias tales como James Brown y Donna Summer, así como rutinas inspiradas en Sweet Charity y Marilyn Monroe. El concierto comenzaba a oscuras, con Beyoncé emergiendo a través de un agujero en el escenario en medio de humo, destellos y pirotecnia para luego presentar «Crazy in Love» con algunos versos «Crazy» de Gnarls Barkley. Ella utilizó un vestido plateado brillante y caminó hacia la parte delantera del escenario, mientras quince bolas de discoteca colgaban del techo. Su banda femenina comenzó a tocar la música de la canción de funk y mientras canta, Beyoncé subió una enorme escalera en donde estaban ellas y sus tres coristas. En la parte superior de la mini-escalera/escenario, ella arrancó la parte inferior de su vestido y se dirigió de vuelta al escenario principal. Sus tres coristas bajaron también e hicieron el «uh-oh» baile de la canción con Beyoncé.

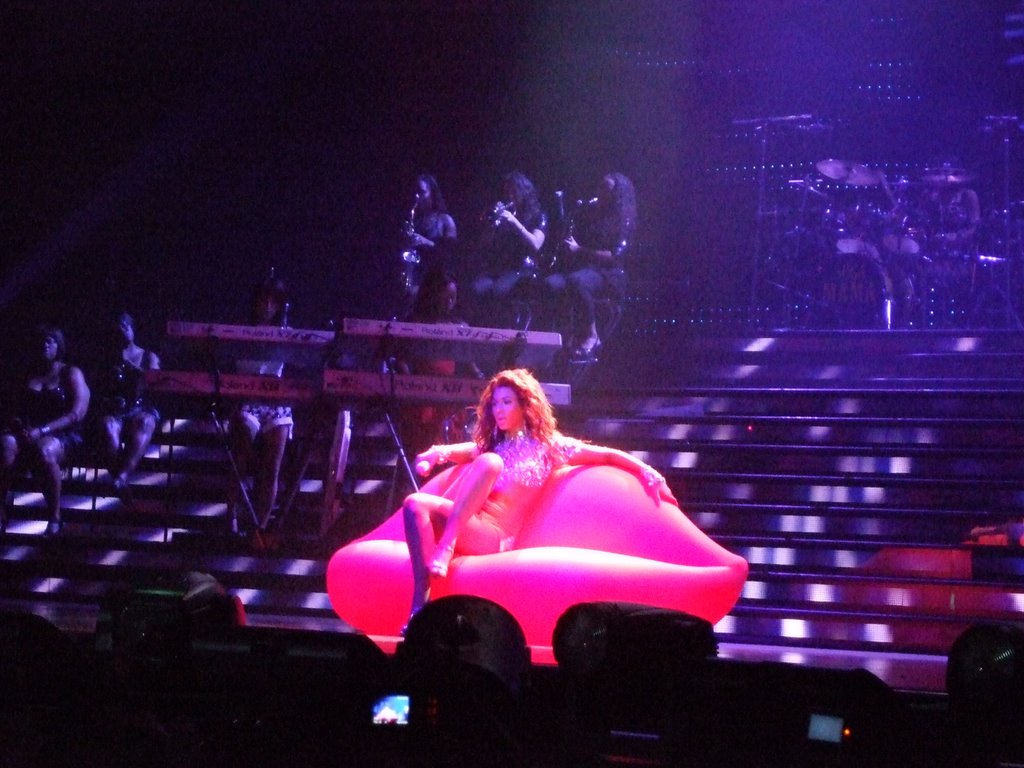
Beyoncé interpretando «Speechless» durante la gira mientras está sentada en un sofá diseñado como un par de labios. Lee Hildebrand del San Francisco Chronicle señaló que la cantante estaba «particularmente poderosa» durante la presentación y era «una obra maestra del minimalismo lírico».

Durante «Freakum Dress», Beyoncé fingió tocar una guitarra, mientras que las escaleras del escenario se encendieron en verde durante «Green Light», en donde sus seis bailarinas pretendían interpretar algunos instrumentos. Beyoncé llevó un traje de danza del vientre, mientras cantaba «Baby Boy». Ella bajó la escalera sosteniendo un paraguas y se encontró con tres hombres con uniforme. Una sección corta del reggae clásico «Murder She Wrote» se incorporó a «Baby Boy». Durante «Beautiful Liar», Beyoncé cantó en un micrófono que cayó del techo y realizó un baile de estilo similar a Shakira en el vídeo musical de la canción; Shakira apareció en la pantalla de vídeo durante toda la pista. «Naughty Girl» también se cantó con extractos «Love to Love You Baby» de Donna Summer mientras Beyoncé bailaba con el ritmo de la canción. «Me, Myself and I» se interpretó en un ritmo más lento que el de la grabación original, después ella presentó «Dangerously in Love 2» con un fragmento de «He Loves Me» de Jill Scott. Beyoncé lloró durante «Flaws and All» y mostró sus «imperfecciones», antes de ser abrazada por un bailarín vestido como un ángel. Un vídeo de la cantante parpadeando se mostró durante la presentación. El espectáculo continuó con un popurrí de diez de los éxitos de Destiny's Child. El segmento terminó con Beyoncé cantando «Speechless» sentada en un sofá con forma de labios.
El intro de «Ring the Alarm» rindió homenaje al «Tango de la prisión» del musical Chicago, ya que las mujeres (bailarinas) hablaron de cómo habían sido heridas por hombres y en la presentación, Beyoncé llevaba un abrigo rojo largo. Durante «Suga Mama», la cantante hizo un pole dance. Seguido a eso, Beyoncé interpretó en solitario «Upgrade U» y «'03 Bonnie & Clyde». «Check on It» fue precedida por un instrumental del tema de La Pantera Rosa, en la que las escaleras eran de color rosa. Tras eso, una corta versión de «Déjà Vu» seguía. Durante «Get Me Bodied», ella se quitó el traje robot que tenía y reveló un vestido negro y amarillo para emular una abeja, y llevó a cabo una rutina de baile. Se realizó un segmento de Dreamgirls, la cual Beyoncé protagonizó, y luego cantó «Listen». La canción final del repertorio de la gira fue «Irreplaceable»; comenzó con el público cantando el primer verso y después de eso ella dijo: «He estado cantando con todo mi corazón por más de dos horas, ahora es el momento para que ustedes puedan cantar para mí». Beyoncé preguntó entre la multitud para cantar junto a ella durante la canción mientras que los vídeo clips de los músicos de apoyo se mostraban haciendo el movimiento «to the left», que era una parte clave de la canción. Mucho confeti apareció en el escenario. Cuando terminó el concierto, Beyoncé caminó en el escenario y se despidió de la audiencia, los cuales a veces señala y describía su ropa.

## Recepción crítica
| «Tan notable como el equipo de apoyo fue, rara vez atrajo la atención de la estrella. El espectáculo se llama 'The Beyonce Experience', y estuvo a la altura de su nombre, con Beyoncé no dejando dudas de su versátil talento. Ella puede cantar con el poder de una Tina Turner, bailar con la precisión militar de una de Janet Jackson, y vestir con el estilo de la parte superior de una Cher. Más que un concierto, es un espectáculo de estado del arte - el mejor que el 2007 ha ofrecido, hasta ahora». —-Anthony Venutolo de The Star-Ledger en su reseña de la gira. |

Chris Willman de Entertainment Weekly calificó al espectáculo con A-, y elogió la capacidad de Beyoncé para cantar y bailar al mismo tiempo. Del mismo modo, Shaheem Reid de MTV News comentó: «Hay pocas (muy pocas) mujeres por ahí que realmente pueden cantar, que pueden bailar mucho, mucho más que verse bien — pero realmente no hay otra que pueda combinar los tres y añadir un poder icónico de estrella como la señorita Knowles, posiblemente la mejor mejor artista en el mundo en el juego en este momento». J. Freedom du Lac de The Washington Post elogió el rápido ritmo del concierto y lo calificó como un «espectáculo de puro pop» y lo describió como «brillante... [y] ardiente». Él señaló que la apertura, fue con una «dramática, entrada por encima sobre el cual cada aspira [con] sueños de diva», pero sin embargo estaba decepcionado de final del espectáculo. Freedom du Lac además escribió: «A pesar de que Beyoncé se adueñara del centro de atención, siendo este su "experiencia" y toda su banda que co-protagonizó en el espectáculo, tocaron duro y estrechas detrás de la cantante y experta improvisadora durante períodos prolongados cuando Beyoncé dejó el escenario para cambiarse». John Aizleman de The Daily Mail quedó impresionado con la alta energía que Beyoncé mostró durante la representación, y elogió la coreografía de baile, sobre todo la de «Bills, Bills, Bills». Sin embargo, Aizleman criticó la aparición de un bailarín vestido como un ángel en el final de «Flaws and All» por ser torpe, y escribió que ese momento era una reminiscencia de una «obra de Navidad de la escuela equivocada». Y agregó, «Grande, valiente y audaz, The Beyoncé Experience es cómo funcionaría la música pop si estuviera coreografiado por Busby Berkeley... Si alguien tuvo la osadía de poner en duda la calidad de estrella de Beyoncé y su lugar en el panteón de diva, quienes no tendrán más dudas después de anoche». Sarah Rodman de The Boston Globe escribió en su reseña que el nombre del tour le recordaba a un concierto en un parque temático librado y añadió «que era un asunto elaborado. Era parte Vegas, parte concierto de rock con bordes duros, que forma parte de funk sudoroso y del renacimiento del alma, parte presentación de diva en la sala de conciertos, y casi toda la diversión de ver como la cantante lanzó a los distintos ajustes y el vestuario». Eamon Sweeney del Irish Independent describió la interpretación de Beyoncé como «el mejor espectáculo pop en el planeta», y agregó que el título de la gira «hace exactamente lo que dice en el envase». David Schmeichel del sitio web canadiense Jam! escribió que The Beyoncé Experience «da una lección de diva a las princesas del pop en todas partes», elogiando además su «diosa» como entrada, las voces y la presentación que calificó como «fuertemente con guion como sus incursiones cinematográficas». Ashante Infantry del Toronto Star señaló que los conciertos sirvieron como un testamento al talento y el poder de Beyoncé y su comparación con el versátil y maestría musical Prince y Tina Turner por el descaro y la potencia pura. Cameron Adams del Herald Sun también comparó la capacidad de interpretar de Beyoncé con la de Prince, y declaró: [Ella] es una pasada de moda, artista de todos los aspectos». Escribiendo para el San Jose Mercury News, Jim Harrington calificó la gira como una aventura A+. Un columnista de The StarPhoenix elogió al espectáculo, escribiendo que Beyoncé «prepara el escenario en el fuego» por dos horas. También agregó que ella tenía «un talento dado por Dios que no tiene miedo de compartir. Sus canciones, que van desde bochornosas a soulful se realizaron con todo su corazón... Con una clara pasión por la teatralidad y una voz que no se repite fácilmente, Beyonce simplemente omite la mediocridad de la mayoría de los conciertos y tomó su presentación a otro nivel». Arielle Castillo del Miami New Times fuertemente elogió la interpretación de la cantante, escribiendo que «B [Beyoncé] realiza como si su vida dependiera de ello; coreografías [...] voz impecable, armario loco [y] sexy y su marca comercial de melena leona todo en forma A+... Beyonce dio a la multitud todo lo que ellos esperaban». Ella concluyó su revisión escribiendo que el concierto fue una reminiscencia de un espectáculo de Las Vegas debido a los elaborados trajes y conjuntos, además alabando a Beyoncé por actuar, bailar y cantar en el escenario.

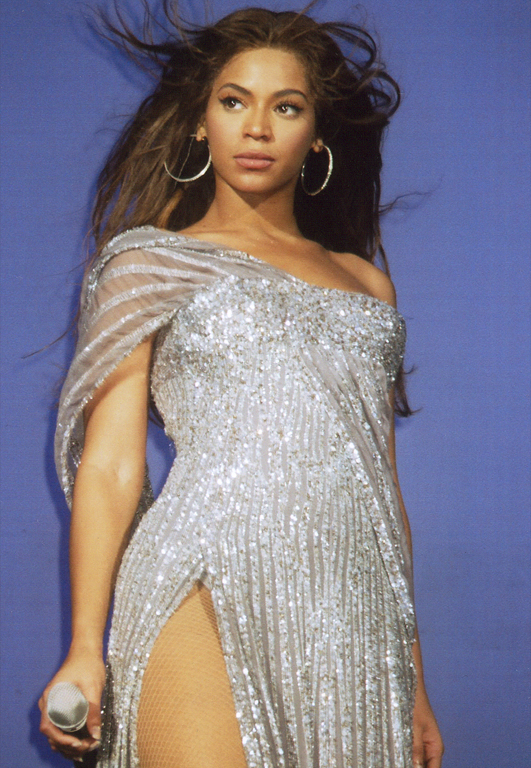
Beyoncé interpretando «Listen», una canción de la banda sonora de la película Dreamgirls.

Jon Pareles de The New York Times escribió: «Ella es la mujer con todo:. La voz, los movimientos, las canciones, las ideas y la ropa. Su set de dos horas fue un gran espectáculo de pop brillante que mantuvo a las canciones en su centro». Él señaló además que Beyoncé no necesitaba distracciones de su canto, «que puede ser ventilado o cobrizo, lloroso o vicioso, de tiro rápido con sílabas entrecortadas o sostenida en melismas arabescos. Pero ella estaba en constante movimiento». Lee Hildebrand del San Francisco Chronicle dio una opinión muy positiva al concierto y señaló que Beyoncé presentó «dos horas de ritmo rápido de excelente canto, sólida musicalidad, espectacular puesta en escena y algunas de las coreografías más imaginativas que jamás haya aparecido en el escenario del Oracle Arena». Hildebrand señaló además que la cantante utilizó «pedacitos ocasionales de escofina para sus tonos mezzo para destacar las líneas clave» en la presentación de las baladas. Él afirmó que cada canción «estaba en perfecta sincronía» y elogió el movimiento constante de la cantante la mayoría del tiempo, que nunca dejó «sin aliento». Lisnaree Vichitsorasatra de The Nation elogió su baile que incluía «zarandeo, rebotes y danza del vientre, mezclados con hip-hop», además comparó su coreografía con la de Shakira. Ella además señaló que el punto culminante del espectáculo fue cuando Beyoncé cantó las baladas lentas. Tonya Turner de The Courier Mail elogió la presentación «apasionada y ardiente» de Beyoncé. Escribiendo para el periódico Los Angeles Times, Ann Powers señaló que la gira fue una de los «espectáculos de superestrella modernas que arroja la realidad de la artista en el nivel del mito». Sin embargo, ella señaló que la «"Experiencia" de Beyoncé juega con las luchas y los triunfos de renombre del intérprete para construir una historia que hará que los admiradores se relacionen. Lo enloquecedor sobre este entretenimiento deslumbrante [...] es que la historia que cuenta en parte es la equivocada». Powers concluyó la reseña diciendo que Beyoncé está «refrenada por tema post-feminista» en su concierto y que debería dejar que el tema sea su destreza musical. Frank Scheck de The Hollywood Reporter señaló que los fragmentos de otros artistas que Beyoncé incluyó en sus propias canciones eran refrescante e clasificó al popurrí de Destiny's Child y las actuaciones de «Get Me Bodied» y «Listen» como los aspectos más destacados de la gira. Él también dijo: 

«No es por nada que ellos llaman este espectáculo "The Beyonce Experience". Al igual que las películas más taquilleras del verano, este recorrido del icono del pop/R&B [Beyoncé] no parece tanto un concierto como una serie de escenarios espeluznantes. Es seguro decir que sus fans no se sentirán decepcionados por la extravaganza de dos horas. Desde la apertura al estilo diva, cuando ella se levanta de debajo del escenario en medio de una pantalla de bengala de cegamiento, a la audiencia final, para cantar en el éxito del empoderamiento femenino "Irreplaceable", la estrella ofrece un espectáculo complaciente que ofrece tanto estimulación visual como musical».

## Recepción comercial
Según informó un escritor de Jet en septiembre de 2007, la gira había sido exitosa en todas las ciudades en que apareció. En octubre de 2009, cuando la revista Billboard eligió a Beyoncé como la Mujer del Año, la recaudación de sus giras se reveló. Entre el 21 de abril y el 8 de septiembre de 2007 se informó a la revista que The Beyoncé Experience recaudó 24,9 millones dólares y 272 521 aficionados asistieron a los veintinueve espectáculos durante esos conciertos. El concierto más taquillero de la gira fue en el Madison Square Garden de Nueva York con 2 744 345 dólares recaudados. El concierto en el que obtuvo el mayor número de asistencia fue en el Fort Bonifacio, en Taguig, Filipinas el 7 de noviembre del mismo año con un total de 70 000 personas. Finalmente, la gira recaudó un total de $90 millones en los noventa y seis conciertos ofrecidos.

## Incidentes y conciertos cancelados

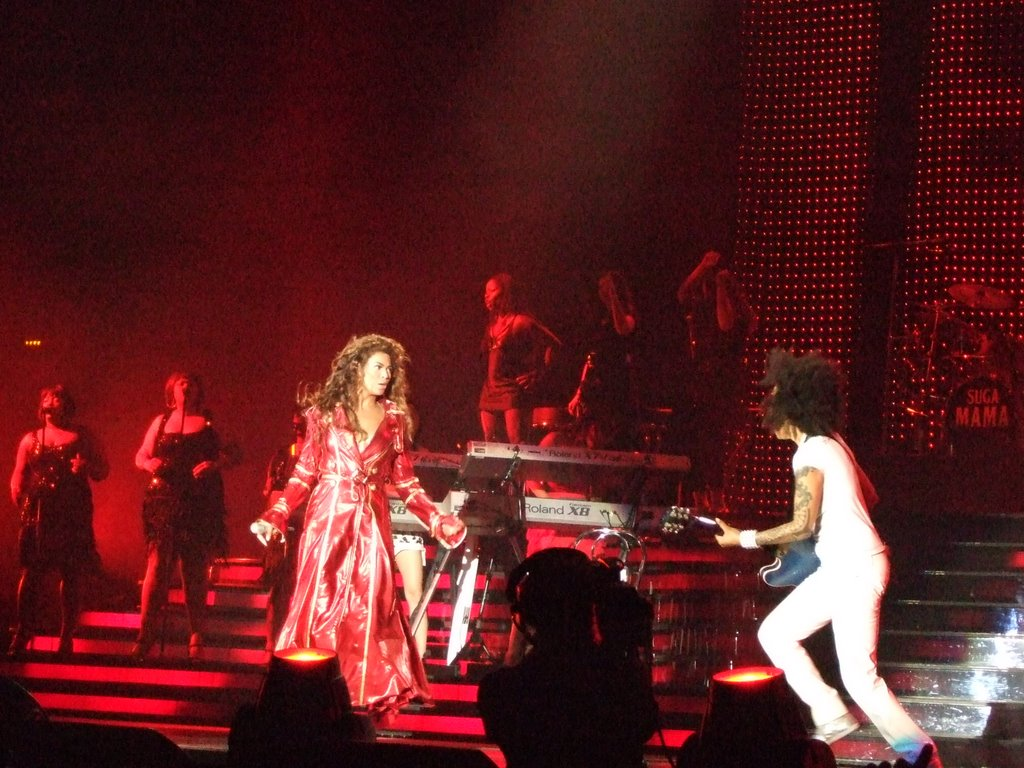
Beyoncé interpretando «Ring the Alarm» en mayo de 2007. Durante una actuación de la canción en Orlando, Florida el 24 de julio, ella se cayó por las escaleras ya que su abrigo rojo largo se quedó atrapado debajo de su talón.

El 8 de julio de 2007, durante el concierto en St. Louis, dos personas en la multitud que asistieron al espectáculo sufrieron quemaduras luego de que la pirotecnia utilizada en el escenario les cayera; la cantante los visitó en el hospital después del concierto. Durante la presentación de «Ring the Alarm» en el espectáculo de Orlando, Florida el 24 de julio, Beyoncé se cayó por las escaleras. Su talón quedó atrapado en la parte inferior de su largo abrigo y se tropezó hacia abajo, ella se levantó rápidamente y continuó con el espectáculo. Después del incidente, ella en broma preguntó a la audiencia si lo subirían a YouTube; varios clips fueron publicadas en el sitio web y se volvió viral. El 26 de julio, YouTube eliminó muchos de los clips ya que estaban infringiendo los términos de copyright. Después de un frenesí inicial, los vídeos del incidente reaparecieron en YouTube, y se publicaron en otros sitios web para compartir contenidos tales como Dailymotion y EBaum's World. Un portavoz de la cantante dijo que no se lesionó durante el incidente, que describió como una «mera mancha en un, por lo menos impecable espectáculo sensacional», y añadió, «la señorita Knowles se tomó a sí misma hasta, sin perder el ritmo, mostrando a todos que ella es la mejor». Cuando CNN le preguntó acerca de la caída, Beyoncé dijo que se golpeó la cabeza y la barbilla y estaba dolorida. Ella además señaló que de inmediato comenzó a pensar sobre levantarse y seguir presentándose en el show más fuerte como un atleta debido a la adrenalina que tenía: «Siempre que hago algo así siempre interpretó muy, muy duro porque me molesta un poco [...] por lo que acabo de volverme loca. Así que al final [mis fanáticos] consiguieron un muy buen espectáculo». Mientras realizaba su concierto en Toronto el 25 de agosto, durante la presentación de «Déjà Vu», Beyoncé tuvo una falla de vestuario cuando su vestido voló sobre su cabeza y se especuló que su seno se mostraba. Sin embargo, un portavoz de la cantante reveló que las especulaciones no eran ciertas: «¡Ella llevaba un sujetador de color piel! ¿De verdad crees Beyoncé podría subir al escenario así?». El vídeo que se publicó en YouTube y se volvió viral. Ann Powers de Los Angeles Times discutió acerca de los incidentes, diciendo: «Como una reina del pop, Beyoncé es casi demasiado perfecta. Una caída por las escaleras en el escenario en Orlando y una posterior "falla de vestuario" en Toronto obtuvo mucha más atención de lo que se justifica en parte debido a que estos errores se contradecían su estilo feroz deportivo».
La cantante tenía planeado llevar The Beyoncé Experience a Kuala Lumpur, Malasia el 1 de noviembre de 2007, sin embargo, el concierto se canceló «debido a un conflicto de programación» y se cambió a Yakarta, Indonesia. Se especuló por varias publicaciones que Beyoncé trasladó el espectáculo debido a las estrictas normas de Malasia que rodean la ropa que usan las intérpretes femeninas. El gobierno le exigió a intérpretes femeninas que cubran desde la parte superior de sus pechos hasta sus rodillas, incluyendo sus hombros. Varias publicaciones informaron de que la noticia siguió a un aumento en las protestas de varios grupos conservadores, incluidos los casi 10 000 efectivos de la Unión Nacional de Estudiantes Musulmanes de Malasia, que solicitaron al Ministerio de Cultura, Artes y Patrimonio de cancelar el concierto para que no llevara a cabo. La declaración dirigida por el equipo directivo de Beyoncé declaró que el espectáculo se anuló «con pesar». El concierto del 24 de octubre en Estambul, Turquía se canceló por el organizador, el club deportivo Fenerbahçe, debido a los ataques del Partido de los Trabajadores de Kurdistán en Hakkâri el 21 de septiembre de 2007.

## Grabaciones y emisiones
El espectáculo del 2 de septiembre en el Staples Center de Los Ángeles, California, dos días antes del cumpleaños número 26 de Beyoncé, se filmó y posteriormente se publicó en un conjunto de DVD y CD en vivo titulado The Beyoncé Experience Live. Durante el concierto, Kelly Rowland y Michelle Williams, compañeras de Beyoncé en Destiny's Child, aparecieron en el escenario para el final de «Survivor»; Jay-Z también estuvo presente en el espectáculo para interpretar su verso en «Upgrade U». Al final del concierto, Rowland y Williams cantaron «Happy Birthday to You» a Beyoncé, con motivo de su cumpleaños dos días después. Se lanzó en noviembre de 2007 en todo el mundo a través de la compañía discográfica Columbia Records. The Beyoncé Experience Live se presentó en noventa y seis salas de cine en los Estados Unidos el 19 de noviembre de 2007, un día antes de su lanzamiento en DVD en ese país. Black Entertainment Television (BET) transmitió el concierto en el Día de Acción de Gracias el 22 de noviembre de 2007 y posteriormente el 18 de diciembre del mismo año. También fue transmitido a los miembros del Ejército de los Estados Unidos al servir en la guerra de Irak a través de AEG Network en la víspera de año nuevo y 3sat emitió el concierto en Alemania, Austria y Suiza un año después. El DVD fue un éxito comercial, ya que ganó seis certificaciones en diferentes países, entre ellos triple platino por la Recording Industry Association of America (RIAA) por 300 000 copias vendidas. La presentación de «Irreplaceable» en el concierto de Madrid se transmitió en vivo durante la gala de los Premios ALMA en ABC el 5 de junio de 2007.

## Actos de apertura
- Chris Brown (Australia)[58]
- Lemar (Europa)[59]
- Katy Shotter (Estados Unidos y Reino Unido; fechas selectas)[59][60]
- Robin Thicke (Estados Unidos y Canadá; fechas selectas)[61][62]
- Sean Kingston (Estados Unidos y Canadá; fechas selectas)[27]
- Ludacris (Etiopía)[63]

## Repertorio
Repertorio adaptado a partir del folleto de The Beyoncé Experience y las notas del DVD The Beyoncé Experience Live.

Acto 1
- Intro Queen Bee fanfare

1. «Crazy in Love»
2. «Freakum Dress»
3. «Green Light»
Acto 2
  - Jazz Throwdown (Interludio instrumental)
4. «Baby Boy»
5. «Beautiful Liar»
6. «Naughty Girl»
7. «Me, Myself and I»
Acto 3
  - Dangerously in Love (Interludio)
8. «Dangerously in Love 2»
9. «Flaws and All»
Acto 4
  - Cops and Robbers (Interludio) (contiene extractos de «Party Like a Rockstar», «Wipe Me Down», «A Bay Bay» y «Throw Some D's»)
10. Popurrí de Destiny's Child
  1. «Independent Women Part 1»
  2. «Bootylicious»
  3. «No, No, No»
  4. «Bug A Boo» (H-Town Screwed Down Mix) 
  5. «Bills, Bills, Bills»
  6. «Cater 2 U»
  7. «Say My Name»
  8. «Jumpin', Jumpin'»
  9. «Soldier» (contiene extractos de «Crank That (Soulja Boy)»)
  10. «Survivor»
11. «Speechless»
Acto 5
  - Jailhouse Confessions (Interludio)
12. «Ring the Alarm»
13. «Suga Mama»
14. «Upgrade U»
15. «'03 Bonnie & Clyde» (Beyoncé's Prince Mix)
16. «Check on It»(versión especial)
17. «Déjà Vu»
Acto 6
  - Band Jam (Interludio instrumental)
  - Bumble Bee (Interludio en vídeo)
18. «Get Me Bodied» (Extended Mix)
19. «Welcome to Hollywood» (Interludio en vídeo)
Encore
20. Popurrí de Dreamgirls
21. «Listen»
22. «Irreplaceable»

Notas
- El repertorio fue alterado durante las diferentes etapas de la gira. «Work It Out» solo se interpretó en Japón.
- En diferentes paradas, como Madrid, España, Beyoncé interpretó la versión en español de «Irreplaceable», titulada «Irreemplazable».[57]
- Durante su concierto en Adís Abeba, Etiopía, el 20 de octubre de 2007, después de haber interpretado la última canción del set de dos horas, Beyoncé invitó a todos sus bailarines y miembros de la banda a subir al escenario. El concierto fue presentado como parte de la celebración anual del país de número 2000 según el calendario copto. Al final del concierto la cantante declaró: «Quiero dar las gracias a ustedes. Han sido una de las mejores audiencias de mi vida».[63][65]
- Durante el concierto en México la primera parte de «Irreplaceable», se canto en español así como en España.

## Fechas de la gira
| Fecha                    | Ciudad             | País               | Lugar                            |
| Asia                     | Asia               | Asia               | Asia                             |
| ------------------------ | ------------------ | ------------------ | -------------------------------- |
| 10 de abril de 2007      | Tokio              | Japón              | Domo de Tokio                    |
| 11 de abril de 2007      | Osaka              | Japón              | Osaka-jō Hall                    |
| 12 de abril de 2007      | Osaka              | Japón              | Osaka-jō Hall                    |
| 14 de abril de 2007      | Nagoya             | Japón              | Aichi Prefectural Gymnasium      |
| Oceanía                  |                    |                    |                                  |
| 21 de abril de 2007      | Sídney             | Australia          | Acer Arena                       |
| 22 de abril de 2007      | Brisbane           | Australia          | Brisbane Entertainment Centre    |
| 24 de abril de 2007      | Adelaida           | Australia          | Adelaide Entertainment Centre    |
| 25 de abril de 2007      | Melbourne          | Australia          | Rod Laver Arena                  |
| 26 de abril de 2007      | Sídney             | Australia          | Sídney Entertainment Centre      |
| Europa                   |                    |                    |                                  |
| 30 de abril de 2007      | Fráncfort del Meno | Alemania           | Festhalle                        |
| 1 de mayo de 2007        | Stuttgart          | Alemania           | Hanns-Martin-Schleyer-Halle      |
| 3 de mayo de 2007        | Estocolmo          | Suecia             | Globen Arena                     |
| 4 de mayo de 2007        | Hamar              | Noruega            | Vikingskipet Olympic Arena       |
| 5 de mayo de 2007        | Aalborg            | Dinamarca          | Gigantium                        |
| 7 de mayo de 2007        | Múnich             | Alemania           | Olympiahalle                     |
| 8 de mayo de 2007        | Viena              | Austria            | Wiener Stadthalle                |
| 9 de mayo de 2007        | Zúrich             | Suiza              | Hallenstadion                    |
| 10 de mayo de 2007       | Milán              | Italia             | Mediolanum Forum                 |
| 12 de mayo de 2007       | Halle              | Alemania           | Gerry Weber Stadion              |
| 13 de mayo de 2007       | Berlín             | Alemania           | Pabellón Max Schmeling           |
| 14 de mayo de 2007       | Hamburgo           | Alemania           | Color Line Arena                 |
| 16 de mayo de 2007       | París              | Francia            | Palais Omnisports de Paris-Bercy |
| 17 de mayo de 2007       | Oberhausen         | Alemania           | König Pilsener Arena             |
| 18 de mayo de 2007       | Rótterdam          | Países Bajos       | Ahoy Rotterdam                   |
| 19 de mayo de 2007       | Amberes            | Bélgica            | Sportpaleis                      |
| 24 de mayo de 2007       | Lisboa             | Portugal           | Pavilhão Atlântico               |
| 26 de mayo de 2007       | Madrid             | España             | Palacio de Deportes              |
| 27 de mayo de 2007       | Barcelona          | España             | Palau Sant Jordi                 |
| 29 de mayo de 2007       | Marsella           | Francia            | Le Dôme de Marseille             |
| 30 de mayo de 2007       | Lyon               | Francia            | Halle Tony Garnier               |
| 1 de junio de 2007       | Birmingham         | Reino Unido        | LG Arena                         |
| 2 de junio de 2007       | Londres            | Reino Unido        | Wembley Arena                    |
| 3 de junio de 2007       | Londres            | Reino Unido        | Wembley Arena                    |
| 5 de junio de 2007       | Cardiff            | Reino Unido        | Cardiff International Arena      |
| 6 de junio de 2007       | Nottingham         | Reino Unido        | Trent FM Arena Nottingham        |
| 7 de junio de 2007       | Manchester         | Reino Unido        | Manchester Evening News Arena    |
| 9 de junio de 2007       | Dublín             | Irlanda            | The Point                        |
| 10 de junio de 2007      | Dublín             | Irlanda            | The Point                        |
| Norteamérica             |                    |                    |                                  |
| 6 de julio de 2007       | Nueva Orleans      | Estados Unidos     | Louisiana Superdome              |
| 7 de julio de 2007       | Memphis            | Estados Unidos     | FedExForum                       |
| 8 de julio de 2007       | Saint Louis        | Estados Unidos     | Scottrade Center                 |
| 11 de julio de 2007      | Monterrey          | México             | Arena Monterrey                  |
| 13 de julio de 2007      | Dallas             | Estados Unidos     | American Airlines Center         |
| 14 de julio de 2007      | Houston            | Estados Unidos     | Toyota Center                    |
| 15 de julio de 2007      | San Antonio        | Estados Unidos     | AT&T Center                      |
| 18 de julio de 2007      | Nashville          | Estados Unidos     | Bridgestone Arena                |
| 20 de julio de 2007      | Atlanta            | Estados Unidos     | Philips Arena                    |
| 21 de julio de 2007      | Tampa              | Estados Unidos     | St. Pete Times Forum             |
| 22 de julio de 2007      | Sunrise            | Estados Unidos     | BankAtlantic Center              |
| 24 de julio de 2007      | Orlando            | Estados Unidos     | Amway Arena                      |
| 27 de julio de 2007      | Hampton            | Estados Unidos     | Hampton Coliseum                 |
| 28 de julio de 2007      | Raleigh            | Estados Unidos     | RBC Center                       |
| 29 de julio de 2007      | Charlotte          | Estados Unidos     | Charlotte Bobcats Arena          |
| 31 de julio de 2007      | Albany             | Estados Unidos     | Times Union Center               |
| 1 de agosto de 2007      | Montville          | Estados Unidos     | Mohegan Sun Arena                |
| 3 de agosto de 2007      | East Rutherford    | Estados Unidos     | Continental Airlines Arena       |
| 4 de agosto de 2007      | Nueva York         | Estados Unidos     | Madison Square Garden            |
| 5 de agosto de 2007      | Nueva York         | Estados Unidos     | Madison Square Garden            |
| 8 de agosto de 2007      | Baltimore          | Estados Unidos     | 1st Mariner Arena                |
| 9 de agosto de 2007      | Washington D. C.   | Estados Unidos     | Verizon Center                   |
| 10 de agosto de 2007     | Filadelfia         | Estados Unidos     | Wachovía Center                  |
| 11 de agosto de 2007     | Atlantic City      | Estados Unidos     | Etess Arena                      |
| 12 de agosto de 2007     | Boston             | Estados Unidos     | TD Banknorth Garden              |
| 14 de septiembre de 2007 | Montreal           | Canadá             | Bell Centre                      |
| 15 de septiembre de 2007 | Toronto            | Canadá             | Air Canada Centre                |
| 17 de agosto de 2007     | Auburn Hills       | Estados Unidos     | The Palace of Auburn Hills       |
| 18 de agosto de 2007     | Chicago            | Estados Unidos     | United Center                    |
| 19 de agosto de 2007     | Cleveland          | Estados Unidos     | Quicken Loans Arena              |
| 22 de agosto de 2007     | Denver             | Estados Unidos     | Pepsi Center                     |
| 24 de agosto de 2007     | Phoenix            | Estados Unidos     | US Airways Center                |
| 25 de agosto de 2007     | Paradise           | Estados Unidos     | MGM Grand Garden Arena           |
| 26 de agosto de 2007     | San Diego          | Estados Unidos     | Viejas Arena                     |
| 28 de agosto de 2007     | Fresno             | Estados Unidos     | Save Mart Center                 |
| 30 de agosto de 2007     | Stateline          | Estados Unidos     | Harveys Outdoor Arena            |
| 31 de agosto de 2007     | Oakland            | Estados Unidos     | Oracle Arena                     |
| 1 de septiembre de 2007  | Anaheim            | Estados Unidos     | Honda Center                     |
| 2 de septiembre de 2007  | Los Ángeles        | Estados Unidos     | Staples Center                   |
| 7 de septiembre de 2007  | Vancouver          | Canadá             | GM Place                         |
| 8 de septiembre de 2007  | Portland           | Estados Unidos     | Rose Garden                      |
| 10 de septiembre de 2007 | Boise              | Estados Unidos     | Taco Bell Arena                  |
| 11 de septiembre de 2007 | Spokane            | Estados Unidos     | Spokane Arena                    |
| 13 de septiembre de 2007 | Edmonton           | Canadá             | Rexall Place                     |
| 14 de septiembre de 2007 | Saskatoon          | Canadá             | Credit Union Centre              |
| 15 de septiembre de 2007 | Winnipeg           | Canadá             | MTS Centre                       |
| Europa                   |                    |                    |                                  |
| 17 de octubre de 2007    | Moscú              | Rusia              | MTS Centre                       |
| África                   |                    |                    |                                  |
| 20 de octubre de 2007    | Adís Abeba         | Etiopía            | Millennium Hall                  |
| Europa                   |                    |                    |                                  |
| 22 de octubre de 2007    | Cluj-Napoca        | Rumania            | Stadionul Ion Moina              |
| Asia                     |                    |                    |                                  |
| 27 de octubre de 2007    | Bombay             | India              | MMRDA Grounds                    |
| 30 de octubre de 2007    | Bangkok            | Tailandia          | Impact Arena                     |
| 1 de noviembre de 2007   | Yakarta            | Indonesia          | JITEC Arena                      |
| 3 de noviembre de 2007   | Cotai Strip        | Macao              | Venetian Arena                   |
| 5 de noviembre de 2007   | Shanghái           | China              | Shanghai Indoor Stadium          |
| 7 de noviembre de 2007   | Taguig             | Filipinas          | Fort Bonifacio                   |
| 9 de noviembre de 2007   | Seoul              | Corea del Sur      | Olympic Gymnastics Arena         |
| 10 de noviembre de 2007  | Seoul              | Corea del Sur      | Olympic Gymnastics Arena         |
| 12 de noviembre de 2007  | Taipéi             | República de China | Zhongshan Soccer Stadium         |

Notas
1. ↑  Este concierto hace parte del Essence Music Festival.[2]

## Datos de recaudación
Tenga en cuenta que en la lista solo se incluye 24 conciertos reportados por Billboard Boxscore:
| Lugar                      | Ciudad           | Boletos vendidos / Disponibles | Recaudación |
| -------------------------- | ---------------- | ------------------------------ | ----------- |
| Acer Arena                 | Sídney           | 13,476 / 13,476 (100%)         | $1,230,623  |
| Continental Airlines Arena | East Rutherford  | 10,923 / 15,704 (70%)          | $1,177,040  |
| Madison Square Garden      | Nueva York       | 26,109 / 26,109 (100%)         | $2,744,345  |
| Verizon Center             | Washington D. C. | 13,248 / 13,248 (100%)         | $1,242,263  |
| Wachovía Center            | Filadelfia       | 11,956 / 13,851 (86%)          | $1,155,901  |
| United Center              | Chicago          | 11,682 / 14,961                | $1,051,165  |
| MGM Grand Garden Arena     | Paradise         | 10,171 / 10,171 (100%)         | $1,251,970  |
| Oracle Arena               | Oakland          | 9,882 / 13,404                 | $905,642    |
| Staples Center             | Los Ángeles      | 11,664 / 13,797 (85%)          | $1,301,488  |
| TOTAL                      | TOTAL            | 272,521                        | $24,900,000 |

## Personal
Créditos de personal adaptados a partir del folleto de los conciertos y el DVD The Beyoncé Experience Live.
| Suga Mama: - Directora musical/Guitarra: BiBi McGill - Codirectora musical/Bajo: Divinity Walker Roxx - Batería: Nikki Glaspie y Kim Thompson - Teclados/Asistencia musical: Rie Tsuji - Teclados: Brittani Washington - Percusión: Marcie Chapa - Saxófono tenor: Katty Rodriguez-Harrold - Saxófono alto: Tia Fuller - Trompeta: Crystal Torres The Mamas (Coristas): - Montina Cooper - Crystal "Crissy" Collins - Tiffany Riddick | Bailarines - Anthony Burrell - Milan Dillard - Tyrell Washington - Byron Carter - Clifford McGhee - Dana Foglia - Heather Morris - Yanira Marin - Jamie Overla - Ashley Everett - Mykal Bean Equipo - Concepción y puesta en escena: Beyoncé Knowles, Kim Burse, Frank Gatson Jr. - Coreógrafo: Frank Gatson Jr. - Vestuario: Tina Knowles, House of Deréon, Giorgio Armani, Versace, Elie Saab, Herve Leger - Gerente de la gira: Alan Floyd |